# Gliwice
Gliwice (uitspraak: [ɡliˈvit͡sɛ], ong. glievietse ["g" als in zakdoek]) (Duits: Gleiwitz) is een stad in het Poolse woiwodschap Silezië. Het is een stadsdistrict. De oppervlakte bedraagt 133,85 km², het inwonertal 182.969 (2016).

## Geschiedenis
In 1276 werd ‘civitas Gliwiz’ voor het eerst genoemd als een volgens Duits recht ingerichte stad. In het proces van voortdurende opdeling en ook weer samenvoeging van de vorstendommen in dit deel van Silezië werd de stad in 1337 de residentie van een hertog. De Silezische hertogen namen in deze tijd afstand van de Poolse koning, en zochten de Boheemse koningen als hun leenheer aan; zodoende werden hun territoria deel van het Duitse Rijk. In 1526 werden de Habsburgers koning van Bohemen, en als gevolg daarvan ook de leenheren over Silezië. De stad hoorde vanaf die datum tot het Habsburgse Rijk, totdat in 1742 Oostenrijk na de verloren oorlog bij de Vrede van Breslau het Silezisch bezit moest overdragen aan de koning van Pruisen. De stad bleef in al deze wederwaardigheden economisch van een marginale betekenis en moest de dorpen die haar toebehoorden verkopen of verpanden. Aan het einde van de 18e eeuw woonden er nog geen 2.000 mensen.
Aan het begin van de 19e eeuw leidde de vondst van ijzererts tot de bouw van de eerste hoogovens. Door de aanleg naar de Oder van het Klodnitzkanaal, en in 1845 de eerste spoorweg naar Breslau (nu Wrocław) werd het gebied aangesloten op overig Pruisen. Pas na 1868 vond een grootschalige uitbouw van de industrie plaats, met fabrieken die de delfstoffen ter plaatse verwerkten. De stad groeide nu in zeer snel tempo door de toestroom van vele duizenden arbeiders. Aan het einde van de 19e eeuw werd de stad verrijkt met bestuurlijke, gerechtelijke, onderwijs- en culturele instellingen, waarvan de monumentale gebouwen veelal nog steeds in gebruik zijn. Deze functies droegen aanzienlijk bij tot de germanisering die de stad tot de meest 'Duitse' in de industrieregio maakte. In 1850 gaf een derde van de inwoners zich als Duitstalig op; 1910 was dat 87%. Velen waren echter tweetalig, ook onder de Poolstalige minderheid was dat het geval.
Na de Eerste Wereldoorlog eiste het nieuw opgerichte Polen geheel Opper-Silezië op. Toen de geallieerden na twee jaren van gewelddadige onrust in Opper-Silezië het Referendum in Opper-Silezië organiseerden om te bepalen of de provincie bij Duitsland zou blijven dan wel aan Polen toegewezen zou worden, gaf bijna 79% van de bevolking te kennen bij Duitsland te willen blijven. Omdat de uitslag voor geheel Opper-Silezië niet eenduidig uitgelegd kon worden werd besloten tot verdeling. Gleiwitz werd een grensstad in Duitsland en verloor een deel van zijn achterland en daarmee mijnen en fabrieken aan Polen. De bevolking was tussen 1870 en 1920 van 13.000 tot 40.000 gegroeid, met de omgeving meegerekend 70.000. Deze stormachtige ontwikkeling werd door de nieuwe grenssituatie onderbroken maar werd daarna voortgezet, deels door de annexatie van de omringende dorpen. In 1939 telde de stad 117.000 inwoners.
Na de machtsovername door de nationaalsocialisten in 1933 werd het gebruik van de Poolse taal stap voor stap in het openbare leven teruggedrongen. Op 31 augustus 1939 pleegden als Poolse partizanen verklede Gestapo-beambten een overval op het plaatselijke radiostation (Operatie Himmler, Duitse SD-commandotroepen). Hitler riep deze daad uit tot ‘oorlogsverklaring’ en een reden om Polen binnen te vallen, waarmee de Tweede Wereldoorlog een feit was.
In 1944 werden bij Gleiwitz vier dependance-kampen van Auschwitz ingericht voor productiewerk. Eind januari 1945 viel het Sovjetleger de stad binnen en werd een aantal gebouwen in brand gestoken. Enkele duizenden bijeengedreven mannen werden standrechtelijk geëxecuteerd. De industrie werd ontzien met het oog op het belang van Polen dat kort daarop het openbare gezag ging uitoefenen.
De meerderheid van de bevolking was Duitstalig en werd geïnterneerd en later uitgewezen of naar de Sovjet-Unie gedeporteerd. De tweetaligen die mochten blijven, werd verboden nog langer de Duitse taal te gebruiken. Na de oorlog zouden nog velen de Duitse nationaliteit (opnieuw) aanvragen om te kunnen emigreren. Gliwice werd na de oorlog uitgebouwd tot de culturele hoofdstad van Opper-Silezië en haar inwonertal nam toe tot 223.000 in 1980. Vanwege de economische neergang als gevolg van de veroudering van de industriële techniek en het uitblijven van investeringen voor de modernisering en vervanging daalde het bevolkingsaantal tot 185.000 in 2013.
Bij de volkstelling van 2002 gaf bijna 90% van de bevolking de Poolse nationaliteit als de hare aan.

## Junior Songfestival 2019
Op 24 november 2019 vond hier het Junior Eurosongfestival plaats. De Poolse Wiktoria Gabor won toen met het lied Superhero.

## Sport
Voor 1945 was Vorwärts-Rasensport Gleiwitz enkele malen kampioen in de voetbalcompetitie van Opper-Silezië.
Piast Gliwice is nu de professionele voetbalclub van Gliwice en speelt vaak op het hoogste niveau, de Ekstraklasa. In 2019 werd Piast Gliwice landskampioen van Polen.

## Verkeer en vervoer
- Station Gliwice Lokomotywownia
- Station Gliwice Trynek
- Station Gliwice ZNTK
- Station Kopalnia Gliwice

## Geboren in Gliwice
- Wilhelm von Blandowski (1822-1878), Duits mijnbouwingenieur en zoöloog, lid Royal Academy of Victoria
- Richard Wetz (1875-1935), componist
- Lothar Bolz (1903–1986), DDR-minister van Buitenlandse Zaken
- Richard Kubus (1914-1987), voetballer
- Reinhard Schaletzki (1916-1995), voetballer
- Horst Bienek (1930–1990), dichter en uitgever
- Ernst Degner (1931-1983), motorcoureur en wereldkampioen
- Egon Franke (1935-2022), schermer
- Klaus-Michael Kodalle (1943), hoogleraar godsdienstfilosofie
- Jerzy Kukuczka (1948-1989), bergbeklimmer
- Krzysztof Kobyliński (1952), jazzmuzikant
- Roman Ogaza (1952-2006), voetballer
- Andrzej Buncol (1959), voetballer
- Jan Furtok (1962), voetballer
- Krzysztof Warzycha (1964), voetballer
- Jacek Kowalczyk (1981), voetballer
- Lukas Podolski (1985), Duits voetballer

## Partnersteden
- Kežmarok (Slowakije)
- Bottrop (Duitsland)
- Dessau (Duitsland)
- Valenciennes (Frankrijk)
- Doncaster (Verenigd Koninkrijk)

Stadsdistricten:
Bielsko-Biała ·
Bytom ·
Dąbrowa Górnicza ·
Gliwice ·
Jaworzno ·
Katowice ·
Jastrzębie Zdrój ·
Chorzów ·
Mysłowice ·
Piekary ·
Ruda Śląska ·
Rybnik ·
Siemianowice ·
Sosnowiec ·
Świętochłowice ·
Częstochowa ·
Tychy ·
Zabrze ·
Żory

Districten:
Będzin ·
Bielsko-Biała ·
Bieruń-Lędziny ·
Cieszyn ·
Częstochowa ·
Gliwice ·
Kłobuck ·
Lubliniec ·
Mikołów ·
Myszków ·
Pszczyna ·
Racibórz ·
Rybnik ·
Tarnowskie Góry ·
Wodzisław ·
Zawiercie ·
Żywiec